# Ștefan cel Mare (Neamț)
Pour les articles homonymes, voir Ștefan cel Mare.
Ștefan cel Mare est une commune roumaine du județ de Neamț, dans la région historique de Moldavie et dans la région de développement Nord-Est.

## Géographie
La commune de Ștefan cel Mare est située dans le centre du județ, dans les collines subcarpathiques moldaves, à 15 km au nord-est de Piatra Neamț, le chef-lieu du județ. Elle est composée des sept villages suivants (population en 1992) :
- Bordea ;
- Cârligi (420) ;
- Deleni ;
- Dușești (156) ;
- Ghigoiești (649) ;
- Soci (163) ;
- Ștefan cel Mare (1 901), siège de la municipalité.

## Politique et administration
| Période                                  | Période  | Identité    | Étiquette | Qualité |
| ---------------------------------------- | -------- | ----------- | --------- | ------- |
| Les données manquantes sont à compléter. |          |             |           |         |
| 2008                                     | En cours | Sorin Ouatu | UNPR      |         |

| Parti | Parti                                                 | Sièges |
| ----- | ----------------------------------------------------- | ------ |
|       | Union nationale pour le progrès de la Roumanie (UNPR) | 6      |
|       | Parti social-démocrate (PSD)                          | 2      |
|       | Parti national libéral (PNL)                          | 2      |
|       | Parti Mouvement populaire (PMP)                       | 2      |

## Démographie
En 2002, la commune comptait 3 414 Roumains (99,56 %). On comptait à cette date 1 344 ménages et 1 385 logements.

### Religions
En 2002, la composition religieuse de la commune était la suivante :
- Chrétiens orthodoxes, 96,70 % ;
- Adventistes du septième jour, 2,30 %.

## Économie
L'économie de la commune repose sur l'agriculture (céréales, pomme de terre, plantes indusrielles) et l'élevage.

## Lieux et monuments
- Ștefan cel Mare, quartier Șerbești, château Cantacuzène datant de 1630-1637[5].
- Ștefan cel Mare, quartier Șerbești, église Sy Georges (Sf.Gheorghe) de 1637[6].
- Cârligi, église orthodoxe des Trois Saints Hiérarques (Trei Ierarhi) de 1660, clocher de 1796[7].
- Cârligi, château Sturza des XVIIe siècle et XVIIIe siècle[8].
- Cârligi, auberge des XVIIe siècle et XVIIIe siècle[9].
- Bordea, église orthodoxe en bois de 1769.